# Jo Gartner
Josef Gartner (Viena, Austria; 24 de enero de 1954-Circuito de la Sarthe, Le Mans, Francia; 1 de junio de 1986), más conocido como Jo Gartner, fue un piloto de automovilismo austriaco. En Fórmula 1, disputó 8 Grandes Premios como invitado de Osella. Falleció en las 24 Horas de Le Mans de 1986, tras estrellar su Porsche 962C en la recta Mulsanne.

## Carrera

### Inicios
Jo Gartner comenzó su carrera deportiva en 1976, en Fórmula Vee. Dos años más tarde fue tercero en el campeonato europeo. En 1979 debutó en el Campeonato de Fórmula 3 Europea en un Martini-Renault, y al año siguiente ascendió a la Fórmula 2 Europea para March Engineering. También corrió en el BMW M1 Procar Championship, llamado por Helmut Marko.
Para 1981 pasó a al equipo Toleman en F2. Allí logró sumar un punto en Pergusa, pero a fin de año se pasó al Team Merzario. Luego de otra temporada donde sumó un solo punto, compró un Spirit 201 para la temporada 1983. Ganó el Gran Premio de Pau de ese año, tras la descalificación del que arribó primero, Alain Ferté. Finalizó sexto ese campeonato, con 14 puntos.

### Fórmula 1
En agosto de 1983, Gartner fue inscrito en el Gran Premio de Austria de Fórmula 1 con el equipo alemán ATS, pero el monoplaza no estuvo listo.
En 1984 tuvo su debut en F1 en el modesto equipo Osella, como compañero de Piercarlo Ghinzani. Debutó en Imola, con un Osella FA1E con un viejo motor Alfa Romeo de 12 cilindros aspirado; abandonó culpa de una falla en este último. Estuvo inscrito para Francia, pero no asistió al GP.
Vuelve a competir en Inglaterra, ya con el motor actualizado. En esa carrera abandonó por un accidente en el comienzo de la carrera, y en las dos siguientes por fallas del monoplaza. En Zandvoort logró finalizar por primera vez un Gran Premio: fue 12.º a cinco vueltas del ganador, y en Monza tras largar 24.º, el austriaco finalizó la carrera en quinto lugar. Habría sumado dos puntos, pero fue considerado «piloto invitado» por la federación ya que el equipo Osella anotó ese monoplaza fuera del plazo establecido (lo mismo le sucedió a su perseguidor, Gerhard Berger de ATS). En las dos siguientes carreras, Gartner terminó fuera del top 10.
Tuvo negociaciones para la temporada 1985 con los equipos Arrows, Toleman y el propio Osella, pero ninguna prosperó.

### Resistencia

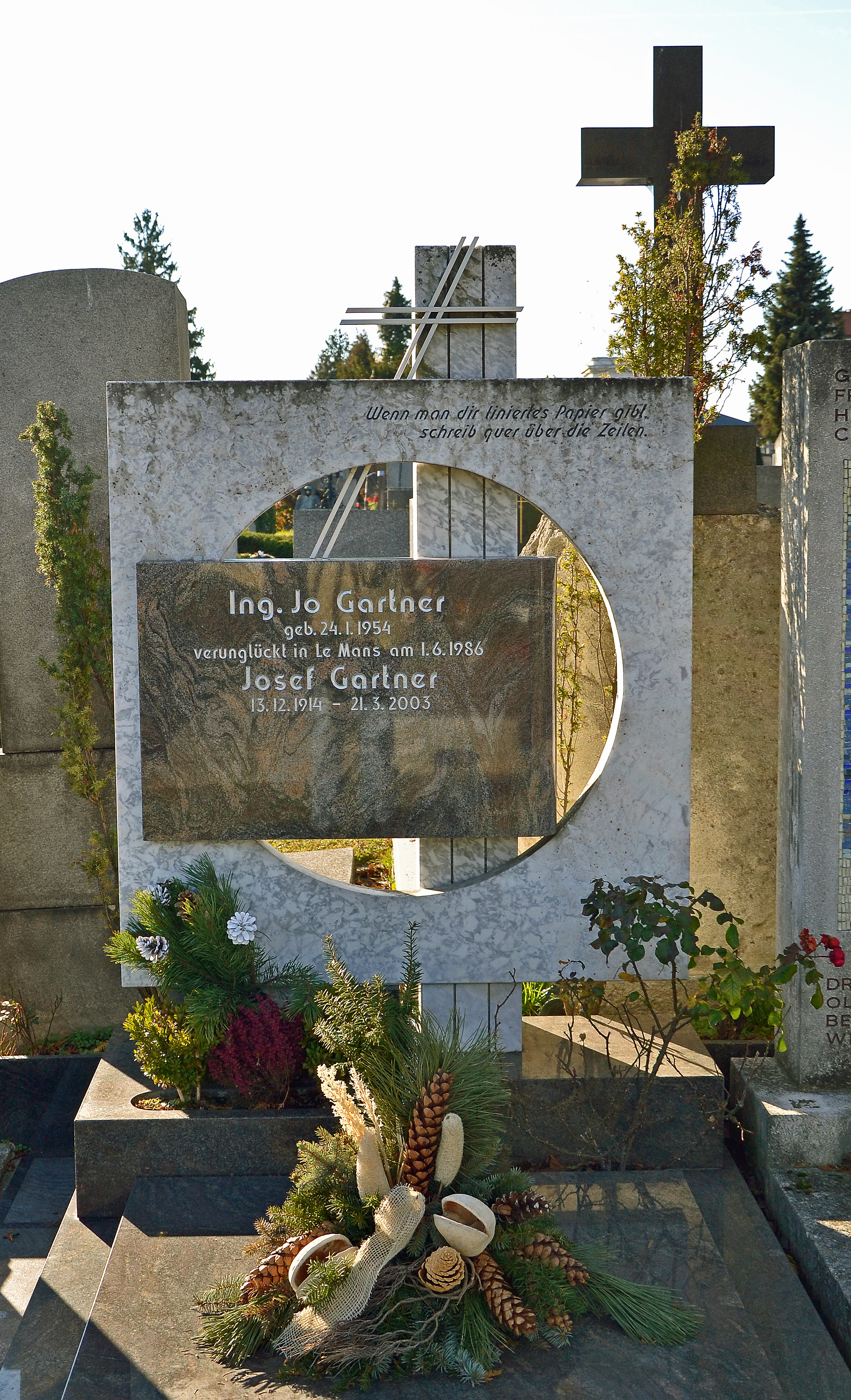
Tumba de Gartner, en Viena.

En 1985, Jo pasó a las carreras de resistencia. Fue cuarto en las 24 Horas de Le Mans con David Hobbs y Guy Edwards ganó las 12 Horas de Sebring del Campeonato IMSA GT con Bob Akin y Hans-Joachim Stuck, ambas con Porsche. Para el año siguiente, el austriaco fue contratado por Kremer Racing para el Mundial de Sport Prototipos de Grupo C y, además, debutó con victoria en la Interserie.
En las 24 Horas de Le Mans de ese año, Gartner participó con Sarel van der Merwe y Kunimitsu Takahashi con un Porsche 962C. En la vuelta 169, en horas de la madrugada, el piloto tuvo un despiste en la recta Mulsanne, atravesó el guardarraíl, chocó un poste, volcó y se incendió. Gartner murió en el impacto tras romperse el cuello. La causa del despiste no se esclareció, pero dos comisarios de pista afirmaron que el Porsche encendió las luces de freno antes del desenlace. Una revista de la época comentó que la causa pudo ser la pérdida del capó trasero, perdiendo todo el empuje aerodinámico del coche. 
Jo Gartner fue la última víctima fatal en las 24 Horas de Le Mans en condiciones de carrera hasta la muerte del danés Allan Simonsen en 2013, que se accidentó en las primeras vueltas en la zona de Tertre Rouge.

## Resultados

### Fórmula 1
(Clave) (negrita indica pole position) (cursiva indica vuelta rápida)

| Año     | Escudería            | 1   | 2   | 3   | 4       | 5       | 6   | 7   | 8   | 9   | 10      | 11      | 12      | 13     | 14     | 15     | 16     | Pos. | Puntos |
| ------- | -------------------- | --- | --- | --- | ------- | ------- | --- | --- | --- | --- | ------- | ------- | ------- | ------ | ------ | ------ | ------ | ---- | ------ |
| 1983    | Team ATS             | BRA | USW | FRA | SMR     | MON     | BEL | USE | CAN | GBR | GER     | AUT DNP | NED     | ITA    | EUR    | RSA    |        | NC   | 0      |
| 1984    | Osella Squadra Corse | BRA | RSA | BEL | SMR Ret | FRA DNP | MON | CAN | USE | USA | GBR Ret | GER Ret | AUT Ret | NED 12 | ITA 5≠ | EUR 12 | POR 16 | NC   | 0      |
| Fuente: |                      |     |     |     |         |         |     |     |     |     |         |         |         |        |        |        |        |      |        |

### 24 Horas de Le Mans
| Año     | Equipo                  | Copilotos                               | Automóvil    | Clase | Vueltas | Pos. | Pos. Clase |
| ------- | ----------------------- | --------------------------------------- | ------------ | ----- | ------- | ---- | ---------- |
| 1985    | John Fitzpatrick Racing | David Hobbs Guy Edwards                 | Porsche 956B | C1    | 366     | 4.º  | 4.º        |
| 1986    | Porsche Kremer Racing   | Sarel van der Merwe Kunimitsu Takahashi | Porsche 962C | C1    | 169     | DNF  | DNF        |
| Fuente: |                         |                                         |              |       |         |      |            |